# Hipotensió ortostàtica
La hipotensió ortostàtica, també coneguda com a hipotensió postural, es produeix quan cau la pressió arterial d'una persona quan, de sobte, es posa dempeus des d'una posició estirada o asseguda. Es defineix com una caiguda de la pressió sanguínia sistòlica d'almenys 20 mm Hg o pressió sanguínia diastòlica d'almenys 10 mm Hg quan una persona assumeix una posició de peu. Es produeix predominantment per la constricció tardana dels vasos sanguinis de la part inferior del cos, que normalment cal per mantenir una pressió arterial adequada quan es canvia de posició a peu. Com a conseqüència, un volum de sang dels vasos sanguinis de les cames s'hi queda durant un període més llarg i torna menys al cor, donant lloc a una disminució del cabal cardíac. La hipotensió ortostàtica lleu és freqüent i pot succeir breument en qualsevol persona, tot i que predomina en particular entre els ancians i aquelles amb baixa pressió arterial coneguda. Les caigudes greus de la pressió arterial poden provocar desmais, amb possibilitat de lesions.
Hi ha nombroses causes possibles d'hipotensió ortostàtica, com ara certs medicaments (p. ex., blocadors alfa), neuropatia autònoma, disminució del volum sanguini i rigidesa dels vasos sanguinis relacionats amb l'edat.
A més d'abordar la causa subjacent, la hipotensió ortostàtica pot ser tractada amb la recomanació d'augmentar la ingesta de sal i aigua (per augmentar el volum sanguini), usar mitges de compressió i, de vegades, medicació (fludrocortisona, midodrina o altres).